# Sokolac (Bihać)
Pour les articles homonymes, voir Sokolac.
Sokolac est une communauté locale de Bosnie-Herzégovine. Elle est située municipalité de Bihać et dans le canton d'Una-Sana, fédération de Bosnie-et-Herzégovine. Au recensement de 1991, elle comptait 1 174 habitants, dont une majorité de Musulmans (Bosniaques).

## Personnalités locales célèbres
- Alija Islamović, chanteur et musicien bosnien, est né à Sokolac.